# 理查德·梅爾豪斯
理查德·梅爾豪斯（1962年1月22日—），是美國男演員和音樂家。他還在多部電視劇中出現過，其中包括肥皂劇《我們的日子》和情景喜劇《宋飛傳》。他曾是搖滾樂隊Dogstar的鼓手，並在樂隊becky中演奏。

## 職業生涯
梅爾豪斯在薩菲爾德學院畢業。他在1990年代初期出演了肥皂劇《我們的日子》。他在1990年代的多部電視連續劇中客串角色，包括《宋飛傳》、《尖樁籬笆》、《梅爾羅斯廣場》、《城市裡的卡羅琳》（1997年）、《達摩與格雷格》（1999年）和《體育之夜》（1998年—2000年），在後者中擔任CSC執行官JJ。在2000年代，他出現在電視連續劇《法官艾美》（2002年）和《CSI犯罪現場》（2003年）中。他還在多部電影中演出，包括《捍衛戰警》（1994年）。作為音樂家，他與搖滾另類搖滾樂隊Dogstar一起擔任鼓手，該樂隊曾為大衛·鮑伊開場演出並與邦·喬飛一起巡迴演出。樂隊發行了一張名為《Quattro Formagi》（1995年）的EP和兩張專輯：《Our Little Visionary》（Zoo/BMG，1996年）和《Happy Ending》（2000年）。Dogstar的貝斯手基努·李維作為好萊塢演員的參與引起了媒體的關注。2011年，梅爾豪斯與女演員梅麗莎·吉爾伯特一起出演了一個聖誕節特別節目。

## 作品列表

### 電影
| 年份 | 片名                           | 角色                       | 備註 |
| ---- | ------------------------------ | -------------------------- | ---- |
| 1994 | 《捍衛戰警》                   | 年輕高階主管               |      |
| 1996 | 《魔鬼尖兵》                   | 史密斯在Lento's的保鏢/保全 |      |
| 1998 | 《Just a Little Harmless Sex》 | Alan                       |      |
| 1999 | 《Kimberly》                   | Walter                     |      |
| 1999 | 《Me and Will》                | 他自己                     |      |
| 2014 | 《英式情愛守則》               | Alan                       |      |
| 2016 | 《Missed Connections》         | Jason Birch                |      |

### 電視
| 年份 | 片名                    | 角色                | 備註                        |
| ---- | ----------------------- | ------------------- | --------------------------- |
| 2003 | 《CSI犯罪現場》         | 萊斯·達頓／餐廳經理 | 單集：「Recipe for Murder」 |
| 2005 | 《Thicker than Water》  | 拉里·戈爾曼／律師   | 電視電影                    |
| 2005 | 《CSI犯罪現場：邁阿密》 | Dave Strong         | 單集：「Game Over」         |
| 2005 | 《CSI犯罪現場：紐約》   | Stan Vonner         | 單集：「Jamalot」           |